# Sergio Sánchez Hernández
Sergio Sánchez Hernández (16 maggio 1968) è un ex atleta paralimpico spagnolo.

## Biografia
Ipovedente, gareggiava nella categoria B2. Ha partecipato a due edizioni delle Paralimpiadi, ottenendo una medaglia d'argento e due d'oro. A Barcellona 1992, ha fatto parte della staffetta 4×400 metri che ha ottenuto la medaglia d'oro e della quale erano membri con lui José Antonio Sánchez Medina, Juan Antonio Prieto e Enrique Sánchez-Guijo.
Con gli stessi compagni, nel 1996 ad Atlanta, ha nuovamente vinto l'oro nella stessa specialità, ed inoltre ha vinto l'argento individuale nei 400 metri piani, dietro al cubano Omar Turro Moya.

## Palmarès
| Anno | Manifestazione     | Sede       | Evento          | Risultato | Prestazione | Note  |
| ---- | ------------------ | ---------- | --------------- | --------- | ----------- | ----- |
| 1992 | Giochi paralimpici | Barcellona | 4×400 m B1-B3   | Oro       | 3'19"67     | [ 1 ] |
| 1996 | Giochi paralimpici | Atlanta    | 400 m piani T11 | Argento   | 50"02       |       |
| 1996 | Giochi paralimpici | Atlanta    | 4×400 m T10-T12 | Oro       | 3'28"65     |       |

## Onorificenze
- 2006 - Medaglia di bronzo dell'Ordine reale del merito sportivo.[2]